# Helicopis solimoensis
Helicopis solimoensis är en fjärilsart som beskrevs av Le Moult 1939. Helicopis solimoensis ingår i släktet Helicopis och familjen Riodinidae. Inga underarter finns listade i Catalogue of Life.